# Відвези мене на Місяць (Пікар)
Відвези мене на Місяць (Fly Me to the Moon) — п'ята серія другого сезону американського телевізійного серіалу «Зоряний шлях: Пікар». Сценарій епізоду написала Сінді Аппель, режисував Джонатан Фрейкс. Перший показ відбувся 31 березня 2022 року.

## Зміст
Рене Пікар проходить моделювання польоту на симуляторах. Їй вчергове не вдається уникнути зіткнення. Усе йде не так, уламки вдаряються, а потім симуляція закінчується. Зрештою, до місії на Європу залишається 3 дні.
Спостерігач представляється як Таллінн і пояснює Жану-Люку, що їй доручено захистити його предка Рене Пікар.
На «Ла-Серені» королева підключається до зв'язку корабля, щоб передати екстрений виклик і заманити поліцейського на корабель. Королева маніпулює голосами екіпажу, намагаючись отримати доступ до систем корабля, зрештою знайшовши авторизацію голосом Ріоса.
Тим часом Сьома модифікує трикодер, щоб створити електромагнітний імпульс, який зупиняє автобус, на якому везуть Ріоса. Ріос, інтуїтивно зрозумівши ситуацію, заманює одного з офіцерів ICE у бійку, інструктуючи своїх товаришів-біженців підтримати його. Ув'язнених звільняють, і Джураті забирає Ріоса назад до «Ла-Серени». При звільненні з автобуса Раффі в одному з ув'язнених ввижається Елнор.
Жан-Люк в розмові зі Спостерігачем згадує про Гері-Сьомого. Рене — жінка на яку К'ю націлився раніше, оскільки вона відіграє важливу роль у майбутньому. Спостерігач розповідає, що її прислали сюди, аби наглядати за астронавтом, який керуватиме екіпажем «Шанго» під час місії «Європа». Це Рене Пікар, молода жінка, за якою К'ю спостерігав в кінці попереднього епізоду. Використовуючи кадри з відеоспостереження, вони дізнаються, що психіатр місії на Європу, з яким геніальна, але клінічно депресивна Рене бере регулярні сеанси, не хто інший, як Q, і заохочує її відмовитися від місії. Ця місія, наскільки Пікар може судити, є точкою розбіжності між шкалою часу Конфедерації та їхньою шкалою часу. Її ім'я в історичних банках, тому що «Шанго» знайшла мікроорганізми на супутнику Юпітера Іо, які вона повернула на Землю для дослідження, доводячи, що існує позаземне життя. Пікар у розмові зі Спостерігачем повідомляє про те, що записи за століття до Першого контакту були роздрібненими та хаотичними. Пікар знає, що Рене призначено знайти розумний організм на супутнику Юпітера Іо, і їй важливо не відмовитися від місії на Європу.
У доктора Адама Сунга відкликано ліцензію та фінансування. Це ставить його в жахливе становище, оскільки дослідження Сунга зосереджено на пошуку ліків від виснажливого генетичного захворювання, яке вражає його доньку Кора, хікікоморі, яка не може вийти на вулицю, не ризикуючи своїм життям. Лікаря-чоловіка на слуханнях Сунга звуть Василь Роженко (Роженко — так звали прийомну родину Ворфа). Сунгу надає допомогу хтось, кого він не знає: Q.
Королева Борг зламує частоти місцевого стільникового телефону та заманює на корабель французького поліцейського. Королева викликає місцеву поліцію та робить вигляд, що перебуває в небезпеці, щоби заманити до себе офіцера. Вона бере поліцейського в полон.
Однак сироватка, яку надає Q, є тимчасовою — вона змушує Сун укласти з ним угоду з Дияволом. Хоча Q став смертним і безсилим, він, як і всі Q, все ще володіє знаннями, завдяки яким навіть люди 24 століття виглядають печерними людьми. Йому легко вдається зламати систему Сунга та розробити тимчасові ліки для його дочки. Повне лікування залежить від того, чи Сунг допоможе йому з Рене Пікар.
Королева кличе Джураті, яка спить у Шато Пікар. Озброївшись дробовиком, Джураті досліджує місце події та завершує протистояння єдиним можливим способом: застреливши королеву. Королева Борг завантажує свою свідомість у голову Джураті, коли вмирає. Вона робить це, граючи на самотності Джураті, щоб змусити її розгубитися. Агнес стріляє в Королеву, щоб завадити їй асимілювати поліцейського, але вмираюча Борг вводить в Джураті нанозонди.
Протягом наступних 15 годин Рене Пікар можна буде побачити прилюдно на гала-концерті для астронавтів «Шанго». Жан-Люк описує свій план: Джураті доведеться проникнути самостійно, а потім зламати базу даних гала-концерту та додати ідентифікатори всіх інших. Таким чином дозволяючи решті команди поспостерігати за Рене та переконати її не відступати від місії.
Пісню Френка Сінатри грає на гала-концерті джазовий оркестр. Щоб спостерігати за Рене Пікар на передпольотному гала-концерті, Агнес проникає в приміщення, аби зламати систему, щоби уся команда могла бути присутньою. Але свідомість королеви Борг ховається в її розумі. Охоронці швидко виявили Джураті як самозванку. Потім, замість того, щоб вигнати її звідти, віддати поліції або замкнути в порожній кімнаті, вони забрали її в кімнату спостереження, де також є сервери ідентифікації.
Королева Борг, яка передала її свідомість та частково асимілювала Агнес перед смертю, сидить поруч з Агнес в кімнаті охорони.

## Створення
Музичну тему до серіалу написав Джефф Руссо

## Сприйняття та відгуки
На сайті «Rotten Tomatoes» епізод отримав 100 % підтримки на основі відгуків 7 критиків.
В огляді «StarTrek.com» зазначалося: «Цей епізод знаменує собою середину другого сезону „Зоряного шляху: Пікар“. І здається, що всі відповіді, які ми отримали до цього моменту, лише викликали іще більш інтригуючі запитання.»
«Den of Geek»: «„Fly Me to the Moon“ — це найцікавіша година 2 сезону на сьогоднішній день. Рухлива, збалансована частина, яка нарешті відчуває, що шоу не тільки працює на всі потужності, але й все ще насправді працює на ту саму тему розповіді. Від виявлення того, що зміна в часовій шкалі пов'язана з предком Пікард Рене — тут тривожна, часто депресивна двадцятирічна дівчина, яка збирається вирушити на місію, яка назавжди змінить дослідження космосу. І до відкритих спроб Q погіршити стан свого психічного здоров'я та його раптова зацікавленість версією доктора Суна 21-го сторіччя, все раптом здається набагато миттєвішим і вражаючішим, ніж раніше.»
«Tor.com»: «Акторська гра у серіалі весь час була дуже сильною. Але це перший епізод, де відчувається, що сценарій наздогнав. Q Джона де Лансі завжди набагато цікавіший, коли він загадковий і грізний, а не смішний клоун. Він чудово грає Спінера, який також прекрасно виконує роль дуже примхливого Сунга. Роль, яка цілком відрізняється від Дейти, З додатковим бонусом у любові до своєї дочки, яку він здебільшого ховає. Невимушений шарм Сантьяго Кабрери залишається насолодою спостерігати, Джері Раян дає нам Сьому, яка все ще є логічним колишнім дроном. Але з набагато більшим розумінням індивідуального життя, тоді як Музікер Мішель Герд відчуває сімнадцять видів болю (вона галюцинує). І Елісон Пілл досить непогана в ролі Джураті. Сер Патрік Стюарт повернувся у форму минулого тижня, будучи капітаном. Цікаво спостерігати, як Таллін дуже сильно намагається відштовхнути його, нагадуючи, що вона на нього не працює. Але це анітрохи не зупиняє адмірала. Пікар бере на себе все в короткі терміни.»
«TV Tropes» здійснює детальний розбір аналогій, неспівпадінь та недоречностей епізоду.
Лорі Ольстер з «TrekMovie.com» зазначено: «„Fly Me to the Moon“ — це ще одна з тих розчаровуючих екскурсій, у яких все ще є багато чого. Епізод п'ятий, що є символом дещо роз'єднаних мюжетних ліній у середині сезону, починаючи з другого епізоду, має нерівномірний темп. Тут змінюються жанри, щоб не відставати від кожної сюжетної лінії, і представляє багато нових персонажів. Проте в кожній із різноманітних історій було чим насолоджуватись і навіть любити. А завдяки розширеним експозиційним моментам, на основній сюжетній арці сезону було багато руху вперед. Було приємно побачити повернення Орли Брейді, яка таємничим чином зіграла нового персонажа Таллінн. Вони з сером Патріком Стюартом швидко знайшли іншу динаміку, яка все ще була такою ж привабливою, як Пікар і Ларіс. І те, як Пікар дивився їй в очі й не бачив ту саму душу, що й його близький ромуланський друг, було приємним та витонченим моментом. Знайомство з Рене Пікар також було інтригуючим: Пенелопа Мітчелл викликала симпатії глядачів, виступаючи проти К'ю. А Джон де Лансі пережовував пейзаж у ролі фальшивого психіатра. Але саме його напружена сцена з Брентом Спайнером є головною особливістю епізоду, коли два ветерани „Стар Трек“ чудово змагалися за те, хто може бути більш безжальним і вразливим водночас.»
На сайті «IMDb» станом на листопад 2023 року епізод отримав 6.6 з 10 зірок схвалення при 3300 голосах.

## Знімались
| Актор            | Роль                  |
| ---------------- | --------------------- |
| Патрік Стюарт    | Жан-Люк Пікар         |
| Елісон Пілл      | Агнес Джураті         |
| Джері Раян       | Сьома-з-Дев'яти       |
| Мішель Герд      | Раффі Музікер         |
| Еван Евагора     | Елнор                 |
| Орла Брейді      | Таллінн               |
| Іза Бріонес      | Кора Сун              |
| Сантьяго Кабрера | Крістобаль Ріос       |
| Брент Спайнер    | Адам Сун              |
| Джон де Лансі    | Q                     |
| Енні Вершинг     | Королева Борг         |
| Пенелопа Мітчелл | Рене Пікар            |
| Ліа Томпсон      | Даяна Вернер          |
| Лейф Гантворт    | перший офіцер         |
| Джекі Гірі       | Мона                  |
| Іво Нанді        | Леклерк               |
| Кей Бесс         | комп'ютер "Ла-Серени" |
| Оскар Камачо     | Педро                 |